# Danh sách sông ở Bhutan
Tất cả các sông ở Bhutan đều đổ vào sông Brahmaputra của Ấn Độ.

## Tây Bhutan
- Jaldhaka River hoặc Di Chu [1]
- Amo Chhu hoặc Torsa [2]
- Wong Chhu hoặc Raidak [2]
  - Ha Chhu[2]
  - Paro Chhu[2]
  - Thimphu Chhu[1]
- Mo Chhu hoặc Sankosh River[2]
  - Pho Chhu[2]
  - Tang Chuu[2].

## Đông Bhutan
- Manas River[2]
  - Mangde Chhu hoặc Tongsa [2][3]
    - Bumthang River hoặc Murchangphy Chhu [2]

  - Drangme Chhu [4] (đôi khi được coi là một nhánh của sông Manas)
    - Kuru Chhu hoặc Lhobrak[2]
    - Kulong Chhu[2]
    - Womina Chhu[5]
    - Tawang Chhu hoặc Gamri[1]
- Pagladiya River[6]
- Puthimari Nadi[6]
- Dhansiri Nadi[1]

## Liên kết khác
1. 1 2 3 4  "Tibet Handbook". Footprint Handbooks. tr. 872. Truy cập ngày 10 tháng 5 năm 2010.
2. 1 2 3 4 5 6 7 8 9 10 11 12  "Physiological Survey". River System of Bhutan. FAO Corporate Document Repository. Truy cập ngày 9 tháng 5 năm 2010.
3. ↑  "Rivers and Lakes". Truy cập ngày 9 tháng 5 năm 2010.
4. ↑  "Potential Development Challenges in the Rivers of Bhutan" (PDF). Truy cập ngày 9 tháng 5 năm 2010. [liên kết hỏng]
5. ↑  "Assessment Report, Department of Energy of Bhutan" (PDF). Bản gốc (PDF) lưu trữ ngày 6 tháng 6 năm 2012. Truy cập ngày 18 tháng 1 năm 2011.
6. 1 2  "Geonet Names Server". National Geospatial Intelligence Agency. Bản gốc lưu trữ ngày 10 tháng 4 năm 2020. Truy cập ngày 10 tháng 5 năm 2010.